# Argemone aenea
Argemone aenea är en vallmoväxtart som beskrevs av G. B. Ownbey. Argemone aenea ingår i släktet taggvallmor, och familjen vallmoväxter. Inga underarter finns listade i Catalogue of Life.